# Eriopyga excavata
Eriopyga excavata là một loài bướm đêm trong họ Noctuidae.